# جی. والتر روبن
جی. والتر روبن (انگلیسی: J. Walter Ruben؛ ۱۴ اوت ۱۸۹۹ – ۴ سپتامبر ۱۹۴۲) فیلم‌نامه‌نویس، کارگردان و تهیه‌کننده اهل ایالات متحده آمریکا بود. وی بین سال‌های ۱۹۲۶ تا ۱۹۴۲ میلادی فعالیت می‌کرد و پدرِ پدربزرگِ هاچ دنو، هنرپیشهٔ آمریکایی است.
از فیلم‌ها یا مجموعه‌های تلویزیونی که وی در آن‌ها نقش داشته است می‌توان به اراذل و اوباش اشاره نمود.